# Sint-Bennokerk (Warschau)
De Sint-Bennokerk (Pools: Kościól Świętego Benona w Warszawie) is een 17e-eeuwse kerk  in de Nieuwe stad van Warschau. Het is de kerk van de Congregatie van de Allerheiligste Verlosser (Redemptoristen). De kerk werd gebouwd tussen 1650 en 1669.

## Geschiedenis
De Barokke kerk werd gebouwd tussen 1650 en 1669 voor Broederschap van Sint-Benno en in 1669 gewijd. In 1787 werd de kerk overgenomen door de redemptoristen. Deze redemptoristen begonnen nabij de kerk weeshuizen voor zowel jongens als meisjes. De orde zorgde er ook voor dat de jongens en meisjes goed onderwijs kregen. De kerk werd tijdens de napoleontische oorlogen gesloten en de monniken valselijk beschuldigd door de Franse autoriteiten van Spionage voor het keizerrijk Oostenrijk. Daarom werd het klooster in 1808 gesloten. Het klooster kreeg voor meer dan 130 jaar een andere functie, Onder andere: een orthodoxe kerk en een Messenfabriek. In 1938 werd de kerk weer herwijd en speelde een belangrijke rol in de Opstand van Warschau. De kerk werd tijdens de Tweede Wereldoorlog verwoest. In 1946 werd de kerk van het Aartsbisdom Warschau weer overgedragen aan de redemptoristen. De paters lieten de kerk herbouwen in barokke stijl.  

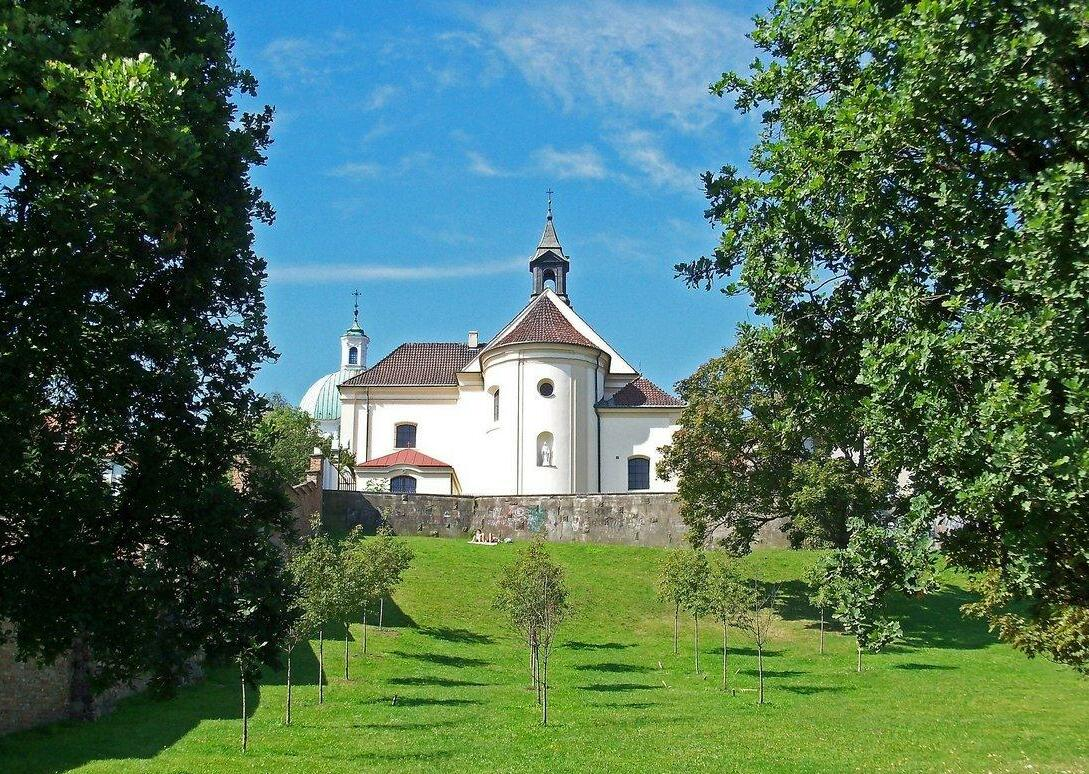
Zijaanzicht op de Bennokerk,vanuit het oosten